# Élisabeth de Fontenay
Élisabeth de Fontenay, född 1934, är en fransk filosof och essäist.
Hon är dotter till Henri Bourdeau de Fontenay och växte upp som katolik. Vid 22 års ålder närmade hon sig dock judendomen, och hennes konvertering finns beskriven i Actes de naissance. Hennes mor var jude och en stor del av familjen dödades i Auschwitz. de Fontenay har sedan verkat för många frågor knutna till det judiska folket.
de Fontenay är vid sidan av de judiska frågorna mest bekant för sina arbeten om människans förhållande till djuren genom historien. Hon har bland annat inspirerats av författare som Vladimir Jankelevitch, Michel Foucault och Jacques Derrida. I boken Le silence des bêtes gör hon paralleller mellan de nazistiska utrotningsmetoderna och den moderna livsmedelsindustrin.